# 21-й Вирджинский пехотный полк
21-й Вирджинский пехотный полк (англ. The 21nd Virginia Volunteer Infantry Regiment) — пехотный полк армии Конфедерации, набранный в штате Вирджиния во время Гражданской войны в США. Он сражался почти исключительно в составе Северовирджинской армии.
21-й Вирджинский был сформирован в июне и принят в армию Конфедерации в июле 1861 года о Фредериксберге. Его роты были набраны в округах Шарлотт, Мекленбург, Камберленд и Бэкингем. Рота «В» состояла из мерилендцев и стала известна как «Maryland Guard». Первым командиром полка стал полковник Уильям Джилхам.
Полк участвовал в сражении при Чит-Маунтен в сентябре 1861 года, а в январе 1862 был задействован в экспедиции в Ромни.
Полк участвовал в кампании в долине Шенандоа, затем был включён в бригады Джонса и Уильяма Терри.